# 번성 전투
번성 전투(樊城 戰鬪)는 219년, 형주의 관우가 조조가 점유 중이던 형주 북부를 침공한 사건이다. 처음에는 관우가 우금, 방덕을 격파했으나 조조군은 무너지지 않았고 그 사이 유비군과 동맹 관계이던 손권군이 관우를 배신하여 관우는 번성에서 철수한다.
이후 전투는 형주 공방전으로 이어지며, 공방전의 결과 관우는 처형되고 유비는 형주를 상실한다.

## 배경
유비는 212년~213년에 서촉 공방전에서 익주 자사 유장을 무찌르고 익주와 형주 두 지역을 차지한다.
이에 조조가 215년 한중 공방전을 벌여 한중의 장로를 토벌하고 한중을 손에 넣지만 219년 유비와의 한중 전투에서 크게 패해 한중을 잃고 유비는 한중 왕에 오른다. 이에 조조는 손권과 동맹을 맺고 관우가 지키는 형주를 친다.

## 《삼국지연의》에서의 번성 전투
관우는 즉시 군사를 일으킬 채비를 해 부하 부사인과 미방을 선봉으로 삼는다. 그러나 부사인과 미방이 실수로 술을 마시다 불을 내어 군량과 마초가 모두 타 버리고 만다.
이에 관우는 부사인과 미방을 불러내 처벌을 하고 부하 요화를 선봉장으로 세운 뒤 아들 관평을 부장으로 삼고 스스로 중군을 통솔하며 마량, 이적, 호반 등을 참모로 삼아 출정길에 올랐다. 이때 호반이 비시와 함께 한중왕 유비를 뵙기 위해 서천으로 떠나게 된다.
관우가 양양성으로 나가자 조조의 동생 조인은 만총에게 번성을 지키게 한 다음 부장 적원, 효장 하후존과 함께 나가지만 관우의 계략에 빠져 하후존이 관우에게 죽고 관평이 승세를 몰아 조조군을 추격하면서 조조군의 태반이 양쯔 강에 빠져 죽고 말았다.
결국 조인은 번성으로 후퇴해 꼼짝하지 않고 성을 지켰고 관우는 수군사마 왕보를 시켜 강기슭에 연이어 20리 ~ 30리(8km-12km)마다 봉화대를 세워 동오의 공격에 대비하게 했다. 왕보는 관우에게 미방과 부사인을 주의하게 하라고 간언하지만 관우는 치중 반준을 보내 지키게 하고는 더 이상 그것에 대해서는 대비를 하지 않았다.
한편 번성으로 물러난 조인은 부장 여상에게 군사 2000명을 주어 관우와 싸우게 하나 이내 패하고 조인은 허창의 조조에게 구원을 요청한다. 이에 조조는 부하 우금을 정남장군, 방덕을 정서도선봉으로 삼고 영군장교 동형과 동초, 성하를 대동해 관우를 무찌르게 한다.
관우와 맞서며 열흘 넘게 대치하였다. 이에 우금은 독장 성하의 반대를 물리치고 칠군을 번성에서 북쪽 10리(4km)에 떨어진 산기슭에 영채를 세웠으나 관우가 큰물을 내어 우금의 진지를 쓸어버린다. 우금은 남은 군졸들과 함께 붙잡히고 방덕은 동형, 동초, 성하 등의 장수와 보병 500명만 데리고 겨우 둑 위로 피신했다.
이에 동형과 동초가 방덕에게 항복을 건의히나 이에 분노한 방덕에게 죽임을 당하고 방덕은 끝까지 관우에 맞서 싸우나 성하는 관우의 활에 맞아 전사하고 남은 군사들도 모두 항복했으며 방덕도 결국 관우의 부하 주창에게 사로잡힌다.
우금은 목숨을 구걸하다가 형주의 감옥에 갇히고 방덕은 끝까지 항복을 거부하다가 처형당한다. 이에 조인은 번성에서 백성들까지 대동하여 저항하고 관우는 번성을 공격하던 도중 팔에 활을 맞고 부상을 당하나 명의 화타의 치료로 목숨을 구한다.
관우가 우금을 사로잡고 방덕을 처형하자 조조는 도읍인 허창(許昌)을 옮기려 하지만 사마의와 주부 장제가 건의해 서황을 대장으로 여건을 부장으로 삼아 조인을 구원하게 하여 서황은 양릉파에 주둔한다. 그리고 손권에게 사자를 보내 관우의 배후를 치라고 한다. 손권도 조조의 서신을 받고 형주 정벌에 나서 여몽을 대도독으로 삼고 손교는 군량과 양초를 담당하게 하였고 군사 3만 명과 쾌선 80척을 거느리게 하였다.
이어 한당, 장흠, 주연, 반장, 주태, 서성, 정봉 등 7장수로 하여금 잇따라 출병케 하고 나머지는 모두 오후를 따라 뒤에서 후원하게 하였다. 먼저 여몽의 부하 육손이 계책을 내어 첫 봉화대의 군사들을 사로잡고 이어 다른 봉화대의 군사들까지 항복하게 만들어 봉화대를 점령한다.
그리고 여몽은 사로잡은 형주군으로 하여금 형주성의 성문을 열게 하고 형주성은 여몽에 손에 넘어간다. 여몽은 성 일대의 민심을 정비하고 반준을 치중으로 삼아 형주를 다스리게 하였다. 그리고 옥에 갇혀 있던 우금은 석방해 조조에게 돌려보내고 우번을 보내 공안의 부사인을 항복시킨다.
그리고 부사인은 남군으로 가 미방도 항복시키고 번성을 포위하던 관우는 서황과 대치하게 된다. 서황은 부장 서상과 여건을 먼저 내보내 싸우고 기습 공격을 하여 관우를 패퇴시킨다. 이에 관우는 양양성으로 후퇴하지만 이미 형주성이 여몽에게 넘어갔다는 소식을 듣고 관량도독 조루의 건의로 마량과 이적을 성도로 보내 구원을 요청하게 한다.
조인은 번성의 포위가 풀리자 조조와 합류하고 여몽은 장흠을 앞장세워 관우를 공격한다. 그리고 정봉과 서성을 하여금 협공하게 하여 관우는 남은 군사들을 이끌고 맥성으로 후퇴한다. 이에 관우의 부하 요화가 상용으로 가 유봉과 맹달에게 구원을 청하지만 거절당하자 성도로 가지 시작한다.
관우는 맥성을 주창과 왕보에게 맡기고 아들 관평, 조루와 함께 군사 200명을 이끌고 서북쪽으로 달아나려 하지만 20리(8km) 떨어진 곳에서 곳곳에 매복된 동오군의 공격을 받는다. 맨 먼저 주연이 관우를 추격하고 다시 반장이 군사를 이끌고 관우를 급습해 난전 중 조루가 죽고 말았다.
관우는 남은 군사 10명을 이끌고 가던 중 결석에서 반장의 부장 마충에게 사로잡히고 관평도 반장과 주연에게 포위당해 사로잡히고 만다. 관우와 관평은 손권의 장막으로 끌려가 항복을 강요받으나 이를 끝내 거절하고 손권은 주부 좌함의 건의로 결국 관우와 관평 부자를 처형한다.
관우가 죽자 그가 타던 적토마는 마충에게 내려지지만 적토마는 며칠 동안 아무것도 먹지 않다가 그대로 굶어 죽었고 관우가 쓰던 청룡언월도는 반장에게 내려졌으나 이후 이릉 대전에서 관우의 아들 관흥에게 반장이 살해당하면서 다시 서촉으로 되돌아가게 되었다.

### 영향
관우의 사망이 원인이 되어 유비는 동오 정벌을 일으켰으나 222년 이릉 대전에서 대패했고 유비가 아끼는 장군 황충 등의 많은 장수와 군사들이 전사하고 223년 유비는 몸져눕고 숨을 거둔다.

### 정사에서의 번성전투
한중을 놓고 유비와 펼친 대규모 싸움 끝에 패하고 물러나 그 위세가 떨어진 조조는 지속적인 반란까지 겪으며 안팎으로 상황이 말이 아니게 되었는데 이때의 관우의 북진 시기 자체는 절묘했다. 관우의 북진 계기의 이유가 되는 걸로 추측이 되는 기록은 조인이 218년 9월에 완에서 난을 일으킨 후음이 남양태수와 백성을 붙잡고 있자 관우를 치기 위해 번성에 주둔하고 있던 조인은 방덕과 함께 완을 포위하였고, 다음 해 봄 정월에 완을 함락하여 후음을 참수했다. 그 해에 조조는 부인 변씨를 왕후로 세운 후 우장군인 우금에게 조인이 관우를 공격하는 걸 돕게 하였다고 한다.
하지만 우금이 조인을 지원하러 갔던 시기는 장마였고 장마에 미리 대비하고 있던 관우에 의해 우금이 이끌던 군사들이 수몰되고 우금은 항복하여 그와 3만 가량의 군사들은 포로가 되고 방덕은 처형이 된다. 우금을 사로잡은 관우는 조인이 지키는 번성과 양양을 포위했고 수공에 의해 번성에서 곤경에 처한 조인은 번성을 버리고 달아나려다 만총의 필사적인 만류에 마음을 고쳐 필사적으로 버틴다.
위에서 오랫동안 활약했던 우금의 항복과 그가 이끌던 군사들의 수몰은 조조 세력에 커다란 충격을 안겨줬고 중원 일대의 일부 반란 세력들이 관우에 호응하여 관우가 그들에게 일시적으로 벼슬을 내릴 정도로 중국 전체가 진동했다. 지속적으로 상황이 안 좋던 조조는 관우의 위세까지 겹치자 겁을 먹어 수도를 옮기는 걸 의논하였다. 번성과 번성에 있는 조인이 당하면 그 다음은 신야와 완을 잃고, 바로 조조 세력의 근거지인 중원이 유비 세력의 칼날에 바로 닿고, 각지의 반란 세력들까지 감당하게 될 수도 있었다. 사마의와 장제가 만류하며 손권까지 끌어들여 관우를 토벌할 것을 권하였다.
조조는 관우의 북진을 대위기로 간주하여 총력전으로 관우를 토벌하기로 한다. 서황, 조엄, 서상, 연건, 주개, 여공, 배잠, 연선 등은 물론 합비 전선에서 손권을 견제하던 장료까지 호출하고 조조 자신은 하후돈과 함께 예비대가 되어 수만 가량의 군사를 동원해 5만 정도의 군사를 이끌던 관우를 어떻게든 잡아내려고 하였다.
관우는 증원군으로 온 서황을 처음에는 잘 대처했으나 지속적으로 충원되는 서황의 군세에 결국 밀려나 번성의 포위를 풀고 퇴각하게 됐다. 칠군수몰로 인한 여파가 일을 크게 만들어버리고 만 것이다.

그래도 관우는 일생 대부분을 전장에서 보내왔고 그가 이끌던 형주군도 청니전투와 익양대치 등을 거치며 단련된 정예군이었다. 또한 수만 물량을 한꺼번에 상대하는 상황에 아직 대면하지 않았기에 무사히 퇴각만 한다면 추후를 도모할 수 있었다.
하지만 이전부터 호시탐탐 형주를 노리던 손권은 관우가 조조군과의 싸움에 집중하는 빈틈을 노려 몰래 형주를 공격했다. 원래 형주는 적벽대전 승리의 주역이었던 손권의 몫이었으나 유비가 가로 채어 내놓지 않았다. 유비와 손권은 익양대치 때 유비가 자력으로 얻은 땅을 떼어주는 것으로 양쪽이 합의를 봤었으나  그후에도 유비는 약속을 지키지 않았다.  원래 관우와 손권은 사적으로 사이가 안 좋았다. 하지만  공적으로는 초와 오는 공동의 적 조조와 싸우는 동맹이었고, 손권 자신도 서신을 보내 관우의 북진 때 지원을 하겠다는 약속까지 했었음에도 유비로부터의 반응이 없자 드디어 손권은 실력으로라도 형주를 되찾겠다는 결심을 굳혔다.  결심 후, 일단 여몽을 육손으로 교체 하는등 위장술을 써서 관우의  방심을 유도했다.  관우는 포로 3만을  먹일 식량이 부족해지자 명목상 동맹인 오의 상관에 있는 손권군의 쌀창고를 털어 식량을 충당했는데 그 일이 있은 직후 손권이 형주를 빼앗은 것을 보면 상관의 식량 탈취라는 배신 행위는 형주 기습에 대한 손권의 결심을 굳혔을 가능성이 크다.
손권은 장수들과 몇 만 병력을 동원해 형주 기습을 실행에 옮겼고, 형주를 탈취하는 과정에서 촉의 개국공신 중 한명인 미축의 동생이기도 한 미방은 사인과 함께 바로 항복하였다. 평소 미방은 관우가 미방의 근무 태만에 대해 부당하게 꾸짖은 것을 기억하고 있었다. 미방의 배반에 충격을 받은 미축은 이 직후 스스로를 묶어 유비 앞에 나타나 자신이 죄가 있다며 벌을 달라고 하였으나 유비는 그에게 죄가 없음을 알고 처벌하지 않았다. 미축은 이 충격의 영향으로 다음 해에 세상을 떠났다.
또한 관우는 번성을 포위할 때부터 상용에서 관우를 도와야 하는 유봉과 맹달에게 지원을 요청했었는데 평소에 관우는 그들을 홀대하였으로 그들은 관우를 도와주는 것에 별 열의가 없었다. 관우는 더욱 곤경에 처하게 되어 결국 아들 관평과 함께 붙잡혀 생을 마감하였다. 결국 관우의 평소 오만과 인화력 부재가 그 자신의 몰락을 가져 온 셈이다.